# Kaimur-Berge

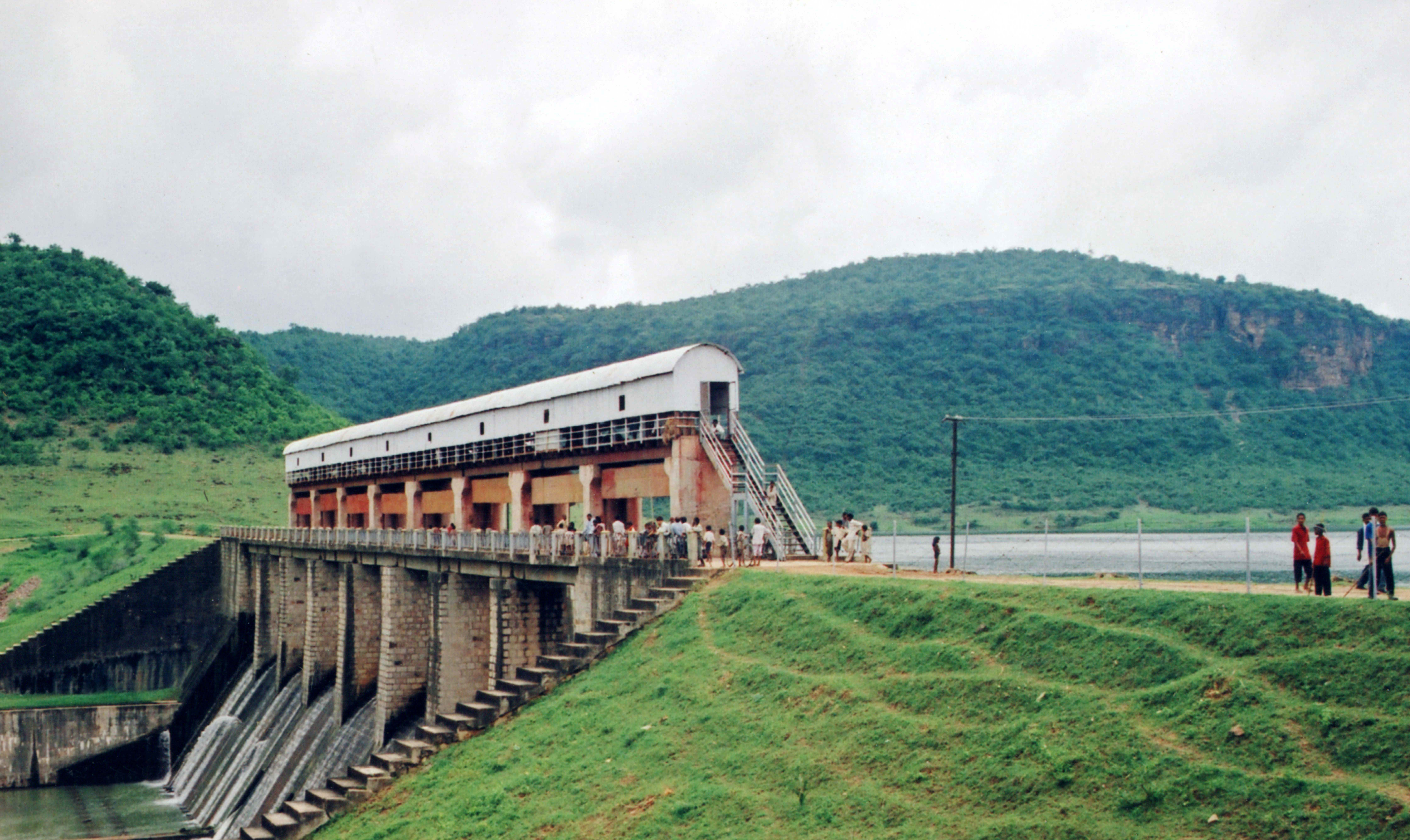

Die Kaimur-Berge (Hindi: कैमूर Kaimūr [ˈkɛːmuːr]; engl. Kaimur Range oder Kaimur Hills) sind ein Ausläufer des Vindhyagebirges in den indischen Bundesstaaten Madhya Pradesh, Uttar Pradesh und Bihar.
Die Kaimur-Berge erstrecken sich etwa von Katangi bei Jabalpur in Madhya Pradesh bis Sasaram in Bihar. Die fast 500 Kilometer lange und maximal 80 Kilometer breite Bergkette verläuft von Südwesten nach Nordosten durch Madhya Pradesh, Uttar Pradesh (Distrikt Sonbhadra) und Bihar (Distrikte Kaimur und Rohtas). Die Kaimur-Berge erreichen eine Höhe von bis zu 600 Metern. Nach Süden hin fallen sie abrupt zum tief eingeschnittenen Tal des Son-Flusses hin ab.